# Vassy-sous-Pisy
Vassy-sous-Pisy (até 2010: Vassy) é uma comuna francesa na região administrativa de Borgonha-Franco-Condado, no departamento de Yonne. Estende-se por uma área de 7,45 km². Em 2010 a comuna tinha 72 habitantes (densidade: 9,7 hab./km²).